# Tanacetum haradjanii
Tanacetum haradjanii — вид рослин з родини айстрових (Asteraceae), поширений у південній Туреччині.

## Середовище проживання
Поширений у південній Туреччині.